# Candyn

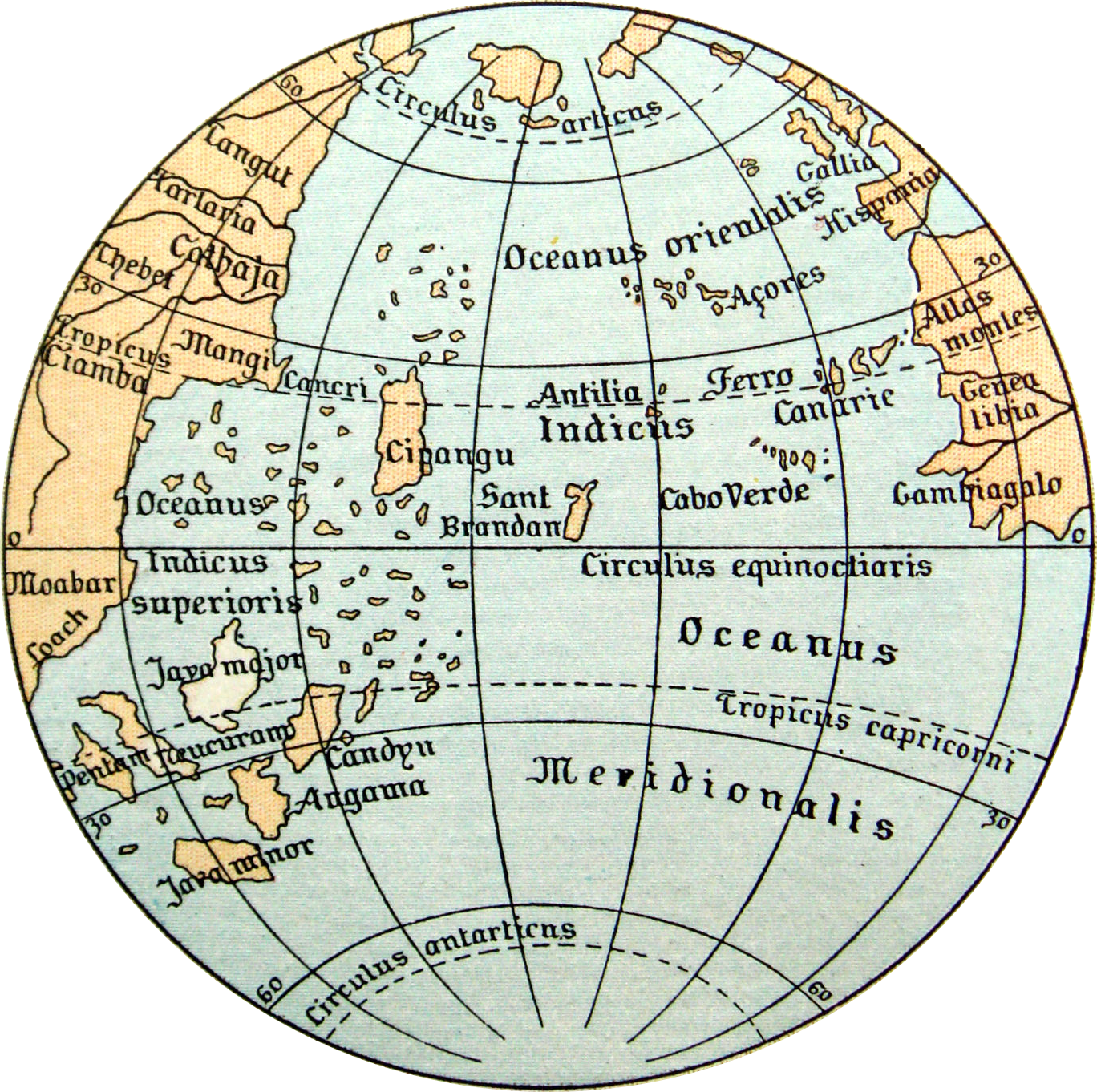
El Erdapfel de 1492 presenta a Candyn al sur de Java Major.

Candyn (también deletreada Candin o Candy) era una supuesta isla remota del este asiático a finales del siglo XV.
En el mapa genovés de 1457 hay una isla de Candia, con un informe de un 'pez grande' que fue capturado y devuelto a Venecia.
Se puede encontrar en el Erdapfel, donde Martin Behaim lo describió como: «pie contra pie con respecto a nuestra tierra, y cuando es de día con nosotros tienen noche» (es decir, en las antípodas).
Apareció en el mapa de 1507 de Johannes Ruysch, el mapa de Waldseemüller y el globo terráqueo de Johannes Schöner.
Puede identificarse con la isla «Dondin» de Odorico de Pordenone.
Aunque la especulación lo ha vinculado con Ceilán o las islas de Indonesia, no se ha hecho ninguna determinación positiva que compare a Candyn con ninguna ubicación física conocida.